# Bulbophyllum peyrotii
Bulbophyllum peyrotii är en orkidéart som beskrevs av Jean Marie Bosser. Bulbophyllum peyrotii ingår i släktet Bulbophyllum och familjen orkidéer. Inga underarter finns listade i Catalogue of Life.